# تورستن ماي
تورستن ماي (بالألمانية: Torsten May)‏ (مواليد 9 أكتوبر 1969) هو ملاكم ألماني، مثّل بلاده في الألعاب الأولمبية الصيفية 1992.

## روابط خارجية
تورستن ماي على موقع بوكس ريك (الإنجليزية) (registration required)
- تورستن ماي على موقع أوليمبيديا (الإنجليزية)